# Maria am Ostbahnhof

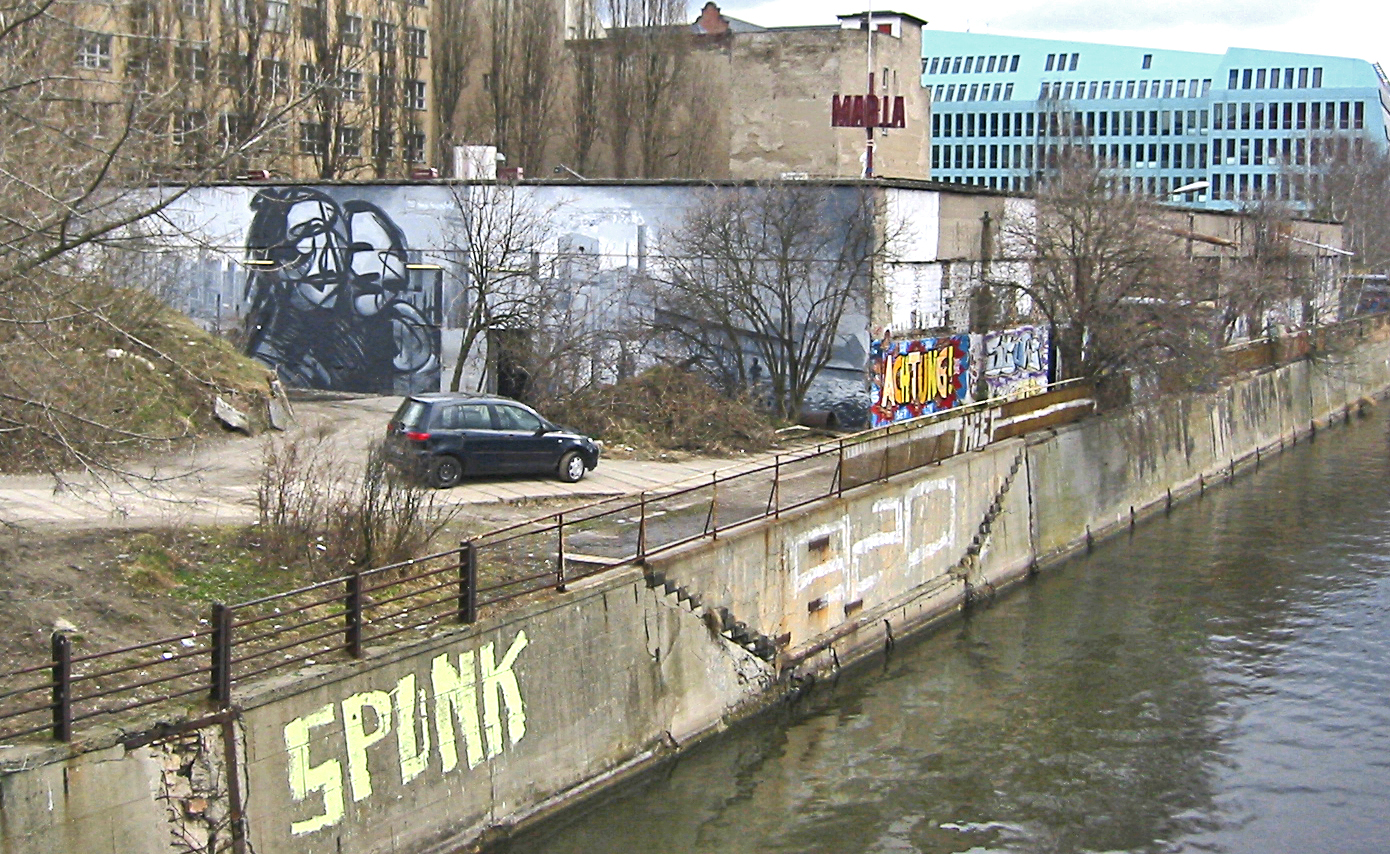
Maria am Ostbahnhof

Maria am Ostbahnhof (auch: Maria am Ufer) war ein Club im Berliner Ortsteil Friedrichshain des Bezirks Friedrichshain-Kreuzberg. Er befand sich am Stralauer Platz 34, gegenüber dem Ostbahnhof in einer großen Industriehalle. 

## Geschichte

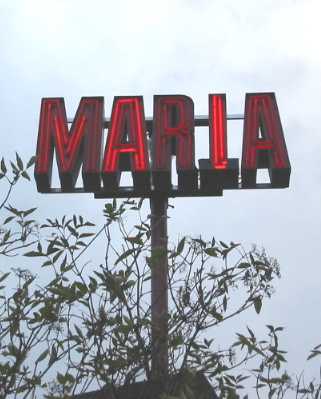
Leuchtreklame des Maria am Ostbahnhof

Der Club entstand 1998 in einem Lager- und Verwaltungsgebäude des ehemaligen Postbahnhofs am Ostbahnhof an der Straße der Pariser Kommune. 2003 zog er in die Hallen des Clubs Deli an der Straße An der Schillingbrücke am Ufer der Spree. 2005 wurde der hintere Bereich der Halle unter dem Namen Josef eröffnet, der als zweiter Dancefloor, aber auch für separate, kleinere Veranstaltungen genutzt wurde.
Der Club sollte nach einem Abschiedsfestival am 20. und 21. Mai 2011 geschlossen werden, da das Land Berlin das Gelände verkaufen wollte und dort Hotels, Wohnungen und Büros errichtet werden sollten. Dieses Vorhaben wurde verschoben und der Club bis 31. Dezember 2011 unter dem Namen ADS (‚An der Schillingbrücke‘) weiterbetrieben.
Am 17. Februar 2012 wurde er von neuen Betreibern und nach kleineren Umbauten, u. a. einem neuen Soundsystem, als Magdalena wiedereröffnet und es fanden wieder regelmäßig Wochenendveranstaltungen dort statt.

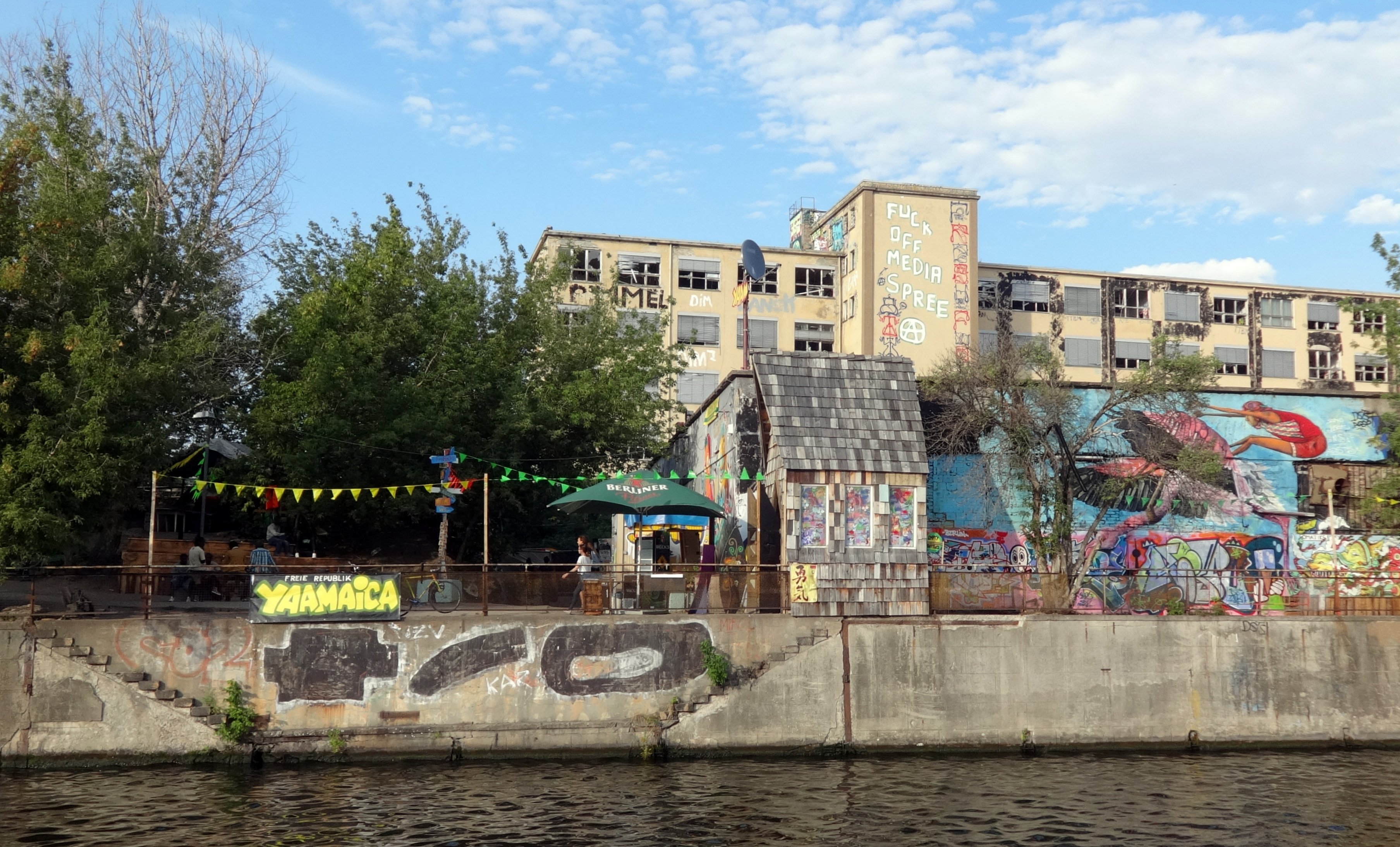
Yaam am Ostbahnhof

Am 28. Mai 2014 feierte das YAAM seine Wiedereröffnung auf dem Gelände, nachdem der nur knapp 500 Meter entfernte alte Standort im Monat zuvor aufgegeben werden musste.

## Musikangebot
Obwohl der Club der Berliner Techno-Szene verbunden war, gab es ein breites Musikangebot, das weit über Techno hinausging. Im Club traten bekannte DJs und VJs auf wie The Bloody Beetroots, 2ManyDjs, Miss Kittin, Laurent Garnier, Jeff Mills, DJ Krush, Roni Size, T.Raumschmiere, DJ Assault, André Galluzzi, DJ Mehdi, G-Man und James Holden. Auch Konzerte fanden dort statt, beispielsweise mit den Beastie Boys, The Fall, Autechre, Black Eyed Peas, Sting, The Strokes, Jamie Lidell, Soulwax, Peaches, ESG, Justice, Shellac, Battles, Wir sind Helden oder Ween und jährlich das Elektronik-Festival club transmediale.

## Als Filmdrehort
Im Club wurden einige Szenen für den Spielfilm Berlin Calling (2008) von Hannes Stöhr gedreht.